# Cettia
Cettia is een geslacht van vogels uit de familie van de Cettiidae. De wetenschappelijke naam van het geslacht is voor het eerst geldig gepubliceerd in 1834 door Bonaparte.

## Taxonomie
Het geslacht telt sinds 2012 nog maar 4 soorten, 13 soorten zijn afgesplitst en in het geslacht Horornis geplaatst.

## Etymologie
De naam is een eerbetoon aan de Italiaanse natuuronderzoeker en wiskundige Francesco Cetti.

## Soorten
De volgende soorten zijn bij het geslacht ingedeeld:
- Cettia brunnifrons – Roodkopstruikzanger
- Cettia castaneocoronata – Kastanjekoptesia
- Cettia cetti – Cetti's zanger
- Cettia major – Grote struikzanger